# Vincenzo Galilei
Vincenzo Galilei (khoảng 1520 – 2 tháng 7 năm 1591) là một nghệ sĩ chơi đàn lute, nhà soạn nhạc và lý thuyết âm nhạc, cha đẻ của nhà thiên văn học, nhà vật lý nổi tiếng Galileo Galilei và nhà soạn nhạc, bậc thầy đàn lute Michelagnolo Galilei. Ông là một trong những nhân vật nổi bật trong đời sống âm nhạc Ý hậu kỳ Phục Hưng, và đã đóng góp đáng kể cho cuộc cách mạng âm nhạc mở đầu thời đại Baroque.
Vincenzo, khi nghiên cứu về cao độ và độ căng dây đàn, đã thực hiện mô tả toán học phi tuyến đầu tiên về một hiện tượng tự nhiên được biết đến trong lịch sử. Đây là một mở rộng của truyền thống Pythagore, nhưng đã đi ra ngoài truyền thống này. Nhiều nhà nghiên cứu ghi nhận ông đã hướng hoạt động của con trai ông, Galileo, ra khỏi toán học trừu tượng, thuần túy và hướng tới thực nghiệm sử dụng các mô tả toán học định lượng về kết quả- một hướng đi tối quan trọng trong lịch sử vật lý, và khoa học tự nhiên nói chung.

## Tiểu sử

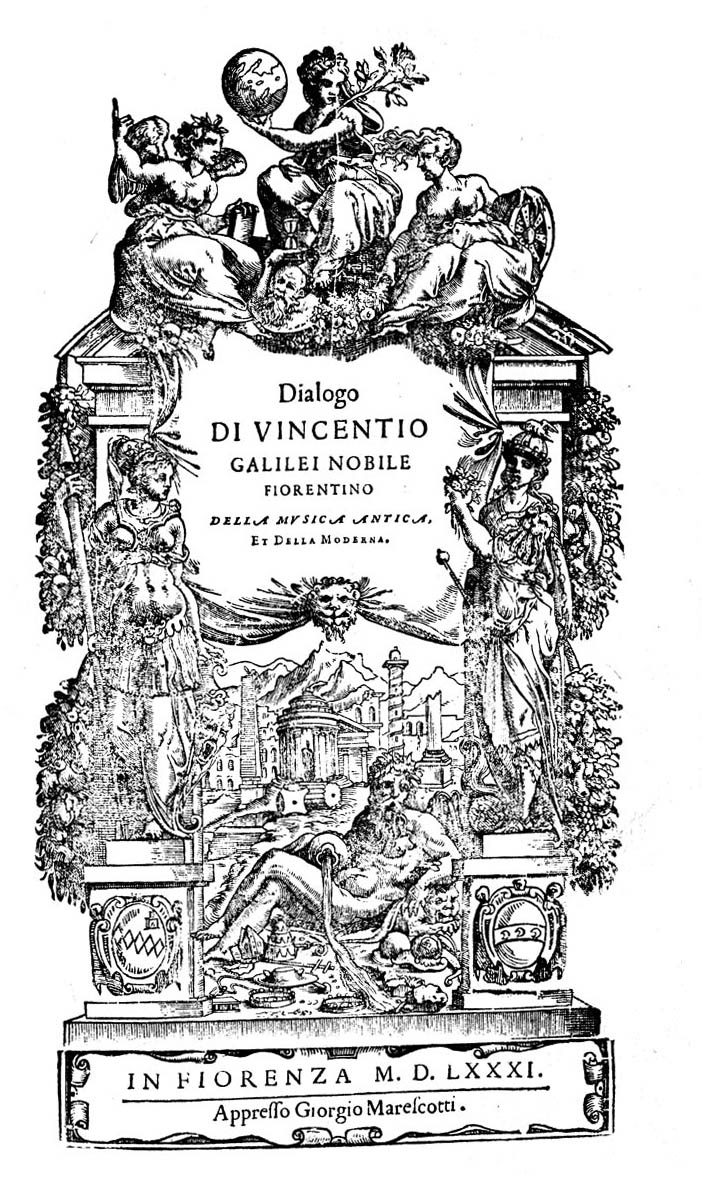
Della musica antica et della moderna, 1581

Vincenzo Galilei sinh khoảng năm 1520 ở Santa Maria a Monte (Toscana), và bắt đầu học đàn lute khi còn khá trẻ. Khoảng trước năm 1562 ông chuyển tới Pisa, nơi ông cưới con gái một gia đình quý tộc. Năm 1564 Galileo ra đời, sau đó là 5 hoặc 6 đứa con khác, trong đó có Michelagnolo, sinh năm 1575, sau cũng trở thành một tay chơi lute xuất sắc và nhà soạn nhạc.
Vincenzo chơi đàn lute rất điêu luyện, và từ khi rất trẻ đã thu hút sự chú ý của những nhà bảo trợ quyền lực và nhiều quan hệ. Năm 1563 ông gặp Gioseffo Zarlino, nhà lý thuyết âm nhạc quan trọng nhất của thế kỷ 16 ở Venezia và bắt đầu theo học ông này. Sau đó ông trở nên quan tâm tới nỗ lực phục dựng âm nhạc và kịch cổ đại Hy Lạp, thông qua sự gắn bó với Florentine Camerata(một nhóm các nhà thơ, nhạc sĩ và trí thức do Bá tước Giovanni de' Bardi đứng đầu) cũng như mối liên lạc với Girolamo Mei, học giả lỗi lạc nhất thời đó về âm nhạc cổ Hy Lạp. Khoảng những năm 1570 ông quan tâm tới lý thuyết âm nhạc và sáng tác và bắt đầu dịch về hướng này. Một trong những đóng góp lớn quan trọng nhất của ông liên quan tới nghiên cứu về sự nghịch tai: ông có một quan niệm hầu như hiện đại, cho phép vượt qua sự nghịch tai "nếu giọng chảy mượt mà" cũng như sự nghịch tai trên nhịp, như là sự ngắt quãng, cái ông gọi là "sự nghịch tai cốt yếu". Điều này mô tả cách hành nhạc Baroque, đặc biệt khi ông định nghĩa các quy luật giải quyết sự ngắt quãng bằng một quãng cách sơ bộ khỏi rồi quay trở lại nốt giải quyết mong đợi.
Ngoài ra, gần cuối đời ông có những khám phá quan trọng về âm học, đặc biệt liên quan tới mặt vật lý của các dây dao động và các cột khí trong nhạc cụ. Ông phát hiện ra rằng trong khi tỉ lệ giữa các quãng là tỉ lệ với chiều dài các dây-chẳng hạn, một quãng năm hoàn hảo có tỉ lệ 3:2- nó thay đổi theo căn bậc hai của độ căng trên dây (và căn bậc ba của cột khí lõm). Trong trường hợp các sợi dây được chỉnh cho một quãng năm hoàn hảo, các khối lượng trên chúng cần có tỉ lệ 9:4 để đạt được tỉ lệ 3:2 hoàn hảo.
Việc sử dụng các đoạn hát nói trong opera được ghi nhận rộng rãi cho Vicenzo Galilei, bởi ông là một trong những đầu tiên phát triển độc xướng, phong cách âm nhạc gần gũi nhất với các đoạn hát nói trên.
Galilei đã viết hai cuốn sách về madrigal (một thể nhạc trữ tình ngắn), cũng như âm nhạc cho đàn lute, và một khối lượng đáng kể thanh nhạc và độc tấu lute, trong đó loại sau (độc tấu lute) được xem là đóng góp quan trọng nhất của ông vì nó ảnh hưởng nhiều cách khác nhau tới phong cách sơ kỳ Baroque.

### Sách của Vincenzo Galilei
- Dialogo di Vincentio Galilei... della musica antica, et della moderna published by Giorgio Marescotti, 1581
- Fronimo Dialogo